# کوریر (روزنامه)
کوریر (انگلیسی: The Courier) که بین سال‌های ۱۹۲۶ تا ۲۰۱۲ به نام کوریر و ادورتایزر شناخته می‌شد، یک روزنامه است که توسط انتشارات دی‌سی تامسون در داندی، اسکاتلند منتشر می‌شود. از سال ۲۰۱۳، این روزنامه در شش نسخه منطقه‌ای چاپ می‌شد: داندی، آنگوس و مرنز، فایف، فایف غربی، پرتشر و استرلینگ‌شر. با این حال، تا سال ۲۰۲۰ این تعداد به سه نسخه منطقه‌ای کاهش یافت: پرث و پرتشایر، آنگوس و داندی، و فایف. میانگین تیراژ روزانه کوریر در ماه‌های ژوئیه تا دسامبر ۲۰۱۹، ۳۰٬۱۷۹ نسخه بود.

## تاریخچه
کوریر در سال ۱۸۰۱ با نام داندی کوریر و آرگوس تأسیس شد و صفحه اول آن برای سال‌های زیادی به‌طور کامل حاوی تبلیغات طبقه‌بندی شده بود که یک قالب سنتی روزنامه‌نگاری به‌شمار می‌آمد. در سال ۱۸۰۹، رابرت رینتول این روزنامه را خریداری کرد و از آن برای ترویج اصلاحات سیاسی و انتقاد از سیاستمداران محلی مانند الکساندر ریداک استفاده کرد.
در سال ۱۹۲۶، در جریان اعتصاب عمومی بریتانیا، کوریر با ادورتایزر ادغام شد. از ۱۰ تا ۲۸ مه ۱۹۲۶، روزنامه به قالب خبرهای تیتر اول ادورتایزر تغییر کرد، اما بعد دوباره به فرمت قبلی خود بازگشت و تا سال ۱۹۹۲ به همان شکل باقی ماند. تغییر مهم بعدی در ۲۱ ژانویه ۲۰۱۲ اتفاق افتاد، زمانی که این روزنامه به فرمت فشرده تغییر کرد؛ قبل از آن به صورت قطع بزرگ منتشر می‌شد. ریچارد نویل، سردبیر روزنامه، این تغییر را «آغاز یک دوره جدید» خواند و گفت که شرکت در حال سرمایه‌گذاری در بخش‌های جدید و افزایش محتوا است. کمی بیش از یک سال بعد، نسخه دیجیتالی روزنامه هم منتشر شد. در سال ۲۰۱۶، در دویستمین سالگرد تأسیس، کوریر به عنوان روزنامه منطقه‌ای سال بریتانیا شناخته شد.
در سال ۲۰۲۲، کوریر در جوایز مطبوعات اسکاتلند به عنوان وب‌سایت خبری سال اسکاتلند انتخاب شد.

## خبرنگاران پیشگام
در سال ۱۸۹۴، دو خبرنگار زن اسکاتلندی، بسی مکسول و ایزابل «ماری» ایمندت، از سوی روزنامهٔ کوریر مأمور شدند تا در سفری یک‌ساله به دور دنیا، وضعیت زنان در کشورهای مختلف را بررسی و گزارش کنند. این اقدام در زمان خود بی‌سابقه بود و نشان‌دهندهٔ پیشگامی کوریر در ارتقای نقش زنان در روزنامه‌نگاری بود.
این دو خبرنگار از کشورهایی چون هند، ژاپن، چین، ایالات متحده و ترکیه بازدید کردند و گزارش‌های خود را هفتگی برای چاپ در کوریر ارسال کردند. سفر آن‌ها تأثیر قابل توجهی بر دیدگاه عمومی نسبت به نقش زنان در جهان داشت.
این سفر بعدها در نمایشگاهی در گالری‌های مک‌مانوس در داندی معرفی شد و بخشی از تاریخ روزنامه‌نگاری اسکاتلند به شمار آمد.
عالیه که درست شد! حالا یه مطلب جدید دیگه هم برات آماده می‌کنم که بتونی مستقیم کپی‌اش کنی و به مقالهٔ ویکی‌پدیا اضافه کنی. این بار بخش جدیدی با عنوان «جوایز و افتخارات» پیشنهاد می‌کنم که هنوز توی مقاله نیست و اطلاعاتش معتبره.

## جوایز و افتخارات
در سال ۲۰۱۶، روزنامهٔ کوریر در دویستمین سال تأسیس خود، در جوایز مطبوعات بریتانیا به عنوان «روزنامهٔ منطقه‌ای سال» انتخاب شد.
در سال ۲۰۲۲ نیز وب‌سایت این روزنامه در جوایز مطبوعات اسکاتلند، عنوان «وب‌سایت خبری سال» را به دست آورد.

## نوآوری‌های دیجیتال
روزنامهٔ کوریر در دههٔ ۲۰۱۰ گام‌های بلندی در زمینهٔ دیجیتال‌سازی برداشت و با توسعهٔ نسخهٔ آنلاین خود، وارد مرحلهٔ جدیدی از ارتباط با مخاطبان شد.
برخی از اقدامات کلیدی در این دوره عبارت‌اند از:
- راه‌اندازی اپلیکیشن موبایل
- راه‌اندازی نسخهٔ PDF روزنامه در وب‌سایت
- ارائهٔ خدمات اشتراک دیجیتال
- بخش‌بندی خبرها بر اساس مناطق و علاقه‌مندی‌ها

مراحل توسعه دیجیتال کوریر به ترتیب زمانی:
1. آغاز تولید محتوای چندرسانه‌ای در سال ۲۰۱۱
2. انتشار اولین نسخهٔ دیجیتال در ژانویهٔ ۲۰۱۳
3. معرفی سامانهٔ عضویت و پرداخت آنلاین در ۲۰۱۵
4. انتخاب به‌عنوان وب‌سایت خبری سال اسکاتلند در ۲۰۲۲

The Courier Digital Edition

کوریر با سرمایه‌گذاری گسترده در فناوری و آموزش روزنامه‌نگاران، توانست خود را با دگرگونی‌های رسانه‌ای قرن ۲۱ سازگار کند. این رویکرد، الگویی برای سایر نشریات منطقه‌ای اسکاتلند شد.

برخلاف برخی روزنامه‌ها که به کاهش تولید محتوا روی آوردند، کوریر تصمیم گرفت  
تا با افزایش تیم تحریریه و گسترش دامنهٔ پوشش خبری، جایگاه خود را تقویت کند.  
به‌همین‌منظور، ویراستار وقت، ریچارد نویل، در سال ۲۰۱۴ اعلام کرد:
- «ما به‌جای عقب‌نشینی، وارد عصر دیجیتال با قدرت شدیم.»

## آرشیو
نسخه‌های تاریخی روزنامه داندی کوریر که به سال ۱۸۴۴ بازمی‌گردد، به صورت دیجیتالی در آرشیو روزنامه‌های بریتانیا قابل جستجو و مشاهده است.